# Italian Series of Poker Tournament of Champions
Questa pagina contiene tutti i vincitori dell'Italian Series of Poker Tournament of Champions. Tutti i dati sono aggiornati dopo l'edizione 2024.

## Tournament of Champions
L' Italian Series of Poker Tournament of Champions è un torneo di poker sportivo esclusivo, organizzato a partire dall'anno 2014 nell'ambito delle ISOP Championship (Campionati Italiani), per cui il successo nel Tournament of Champions garantisce la vittoria del bracciale e il relativo titolo delle Italian Series of Poker.

### 2014
Il primo evento del Tournament of Champions si disputò il 14 maggio 2014 al Casinò di Saint Vincent (Italia). Vi parteciparono 15 giocatori in possesso di un titolo di Campione Italiano. Vinse Massimiliano Forti prevalendo su Daniele Sottile.
| Pos. | Giocatore          | Data del titolo |
| ---- | ------------------ | --------------- |
| 1°   | Massimiliano Forti | 14 maggio 2014  |
| 2°   | Daniele Sottile    |                 |
| 3°   | Sandro Boscardin   |                 |

Dati provenienti dal sito The Hendon Mob poker database.

### 2015 - 2024
I successivi Tournament of Champions si disputarono al Casinò Perla di Nova Gorica (Slovenia), specialità Texas Hold'em, modalità Freezeout. Vi parteciparono esclusivamente giocatori in possesso di un titolo di Campione Italiano o di una vittoria nelle ISOP Seasons.
Gli unici giocatori a vincere due titoli del torneo dei campioni furono Massimiliano Forti e Olsi Lala.
| Anno | Giocatore                                     | Data del titolo  |
| ---- | --------------------------------------------- | ---------------- |
| 2015 | Johnny Mansutti                               | 20 maggio 2015   |
| 2016 | Mirco Tamburini                               | 18 maggio 2016   |
| 2017 | Massimiliano Forti                            | 17 maggio 2017   |
| 2018 | Olsi Lala                                     | 16 maggio 2018   |
| 2019 | Olsi Lala                                     | 26 maggio 2019   |
| 2020 | Torneo non disputato per l'emergenza Covid-19 |                  |
| 2021 | Eugenio Cupellini                             | 5 settembre 2021 |
| 2022 | Sandro Monaco                                 | 29 maggio 2022   |
| 2023 | Michael Toninello                             | 28 maggio 2023   |
| 2024 | Federico Privitera                            | 26 maggio 2024   |

Dati estratti dal sito The Hendon Mob poker database e dal sito ufficiale delle ISOP .